# Anemia porrecta
Anemia porrecta är en ormbunkeart som beskrevs av John T. Mickel. Anemia porrecta ingår i släktet Anemia och familjen Anemiaceae. Inga underarter finns listade.